# Полоса белая
«Полоса белая» — мини-альбом рэп-исполнителя Анта, который состоит в коллективе «25/17».
EP был выпущен в 2010 году лейблом «Засада Production». Интернет-релиз. Доступен для свободного скачивания с хип-хоп портала Rap.Ru.
23 декабря «25/17» презентовали новый альбом «Зебра». Чёрная и белая полосы стали первыми предвестниками нового полноценного альбома.

## Список композиций
| №  | Название               | Музыка | Длительность |
| -- | ---------------------- | ------ | ------------ |
| 1. | «Виражи»               | Ант    | 3:31         |
| 2. | «Молитва»              | Ант    | 3:18         |
| 3. | «Вирус (feat. MC 1.8)» | Ант    | 3:10         |
| 4. | «Щедра на выстрелы»    | Ант    | 3:29         |
| 5. | «Жду чуда»             | Ант    | 3:54         |

## Принимали участие
- MC 1.8 (ex-«Многоточие»)